# Rýchlostná cesta R2
Die Rýchlostná cesta R2 ist eine in großen Teilen noch in Planung befindliche Schnellstraße im Westen und Süden der Slowakei. Sie wird auf ihrer Trasse die Straßen 1. Ordnung 9 und 16 ersetzen. Größere Städte an der geplanten Trasse sind Trenčín, Prievidza, Zvolen, Rimavská Sobota und Košice.
Im Endausbau soll deren Länge etwa 313 km, ausgenommen gemeinsamer Trasse mit der R1, betragen. Sie ist Teil der Europastraßen E 572 (Trenčín–Žiar nad Hronom) und E 58 sowie E 571 (beide Zvolen–Košice). Im Abschnitt Zvolen–Rozhanovce bildet sie das südliche Gegenstück zur Hauptmagistrale D1 im Norden, deswegen wird dieser Abschnitt inoffiziell auch „Südautobahn“ (slowakisch Južná diaľnica) genannt.

## Bestehende Strecken
Im Dezember 2019 waren 52,7 km eigentlicher Schnellstraße gebaut. Im Süden sind in Betrieb: eine 4,77 km lange Ortsumgehung von Ožďany (Verkehrsfreigabe 5. Dezember 2006), eine insgesamt 13,4 km lange Ortsumgehung von Figa und Tornaľa (Verkehrsfreigabe Figa–Tornaľa 5. Dezember 2006, Ortsumgehung Figa 28. August 2008). Früher waren die beiden Strecken administrativ als I/50A beziehungsweise I/50B bezeichnet. Seit dem 15. Dezember 2014 ist auch der 5,76 km lange Abschnitt Lovčica–Lovča (Ortsumgehung Žiar nad Hronom) dem Verkehr freigegeben. Bis auf ein kleines Stück bei Lovča sind alle o. g. Abschnitte nur im zweispurigen Ausbau vorhanden, wenngleich mit Kriechspuren in größeren Steigungen.

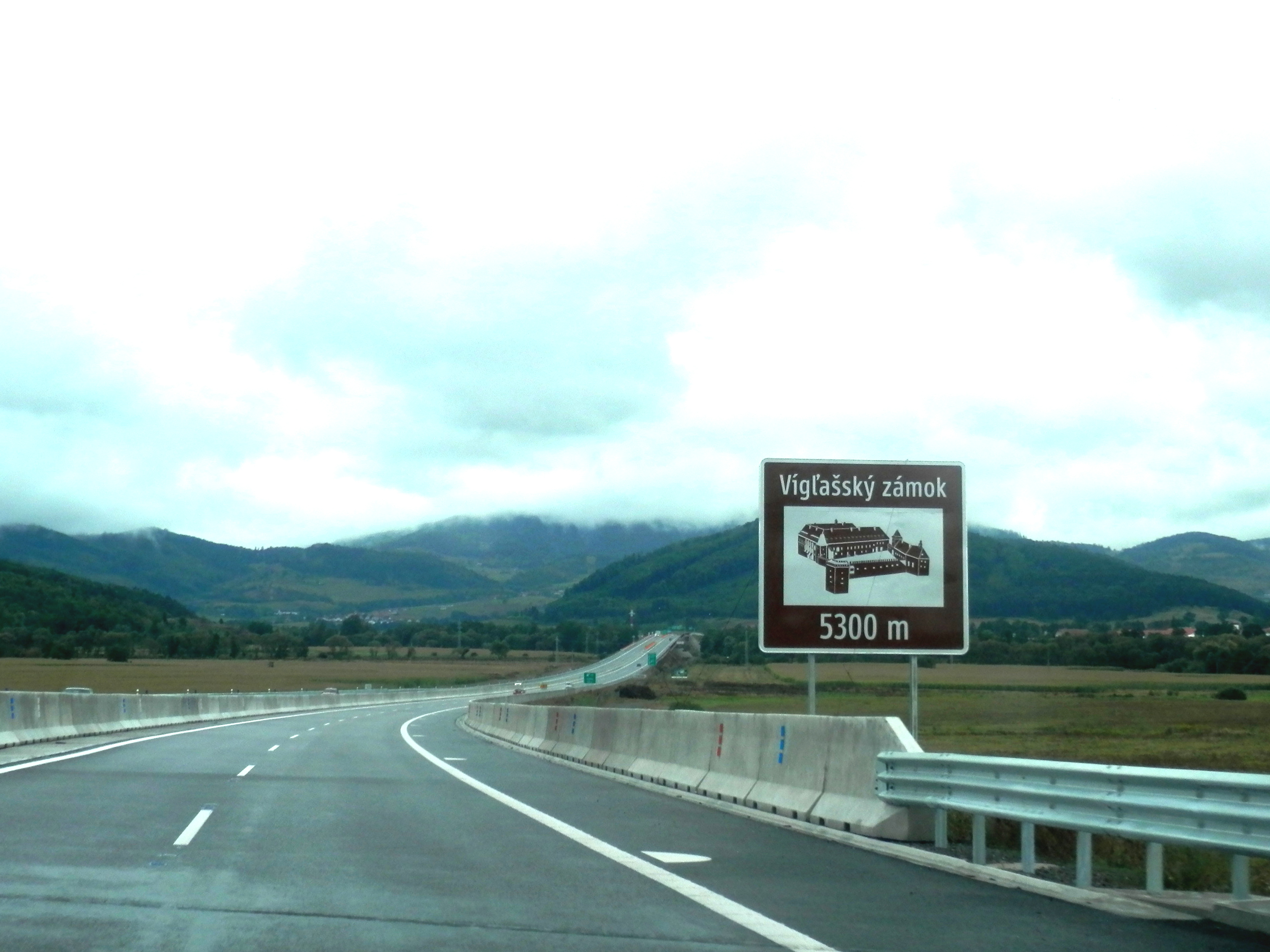
Die R2 nördlich von Vígľaš, Blick Richtung Košice

Der Bauabschnitt Pstruša–Kriváň (Ortsumgehung Detva, 10,38 km) wurde am 10. November 2015 nach fast zweijähriger Bauzeit als erstes vollständig vierspuriges Teilstück der R2 eröffnet. Die Gesamtkosten betrugen 178 Millionen Euro, zu 85 Prozent durch EU-Regionalfonds finanziert. Dieser erhielt am 16. Mai 2017 eine 7,85 km lange westliche Verlängerung bis zur Anschlussstelle Zvolen-východ bei Zvolenská Slatina, die seit Juli 2014 im Bau war und bis November 2016 (ursprünglich Juli 2016) fertig sein sollte. Wegen u. a. Munitionsfunden verzögerte sich die Fertigstellung um sechs Monate. Als nächster vierspuriger Abschnitt, ebenfalls in der Mittelslowakei, wurde am 19. Dezember 2022 der Bauabschnitt Mýtna–Lovinobaňa, Tomášovce (13,5 km), nachdem der ursprüngliche Termin im August 2021 verfehlt wurde.
Zwischen Trenčín und Prievidza besteht lediglich der 9,56 km lange zwischen Ruskovce und Pravotice (Ortsumgehung Bánovce nad Bebravou) in zweispuriger Ausführung, der am 6. Oktober 2016 dem Verkehr freigegeben wurde. Das Bauwerk kostete rund 88 Millionen Euro.
Im Osten ist nur die 1 km lange Strecke von Košice-východ (bei Hrašovík) zum Autobahndreieck Rozhanovce seit dem 16. Dezember 2019 in Betrieb und dient als Zubringer zur Autobahn D1, die im Abschnitt Budimír–Bidovce am selben Tag freigegeben wurde.
Die Ortsumgehungen von Bánovce nad Bebravou, Ožďany, Figa und Tornaľa sind derzeit von der slowakischen Vignettenpflicht ausgenommen.
Weiter verlaufen 25 km als gemeinsame Strecke mit der R1 zwischen Žiar nad Hronom und Zvolen und fast 9 km zwischen Nováky und Prievidza (die letztgenannte Strecke ist noch nicht Teil der R2, sondern der Straße 1. Ordnung 9).

## Strecken in Bau
Im März 2021 begann der Bau der Strecke zwischen Kriváň und Mýtna (9,1 km), nachdem Vorarbeiten schon ein Jahr lang im Gange waren. Geplanter Fertigstellungstermin ist Januar 2025. Dieser Abschnitt umfasst eine fast 4,4 km lange Hochbrücke längs des Tals des Krivánsky potok mit Höhen von zwischen 15 und 45 m sowie eine 1,6 km lange Brücke bei Mýtna.
Eine Anbindung der bestehenden Strecke Zvolen-východ–Kriváň an die R1 ist in der näheren Zukunft wegen Nähe zu Quellen des Heilbades Sliač und somit dem Bedarf nach einer erneuten Umweltprüfung nicht absehbar.
Am 25. April 2022 begann der Bau des 14,3 km lange Teilabschnitts Šaca – Košické Oľšany, zweite Teilstrecke (zwischen den bereits bestehenden Anschlussstellen Košice-juh und Košice-východ), der einen Teil der äußeren Ortsumgehung von Košice bilden wird und die Stadt vom Durchgangsverkehr in Nord-Süd-Richtung entlasten soll.

## Kunstbauwerke
Derzeit sind insgesamt sechs Tunnel an der R2 geplant. Vom Westen nach Osten sind dies: Chotômka (595 m), Prielohy (2.880 m), Šajba (650 m), Ležiak (520 m), Plešivec (1.450 m) und Soroška (4.650 m).

## Sonderfall Košice
Ein Sonderfall war ein Teil der inneren Ortsumgehung von Košice. Obzwar nicht Teil der eigentlichen R2, die entlang und außerhalb der Stadtgrenze geplant wird, war ein etwa 11,5 km langer Teil der ehemaligen Straße 1. Ordnung 50 von der Anschlussstelle Košice-Šaca bis zur Anschlussstelle Košice-VSS administrativ als R2 gewidmet, jedoch nicht beschildert. Die so bezeichnete Straße stand im Rang einer Autostraße und wurde wie bei Autobahnen und Schnellstraßen von der Autobahngesellschaft Národná diaľničná spoločnosť, a. s. (kurz NDS) unterhalten. Sie war zwar vollständig vierspurig und fast durchgehend richtungsgetrennt, erfüllte aber in Teilen nicht die Anforderungen an eine Schnellstraße: so gab es mehrere niveaugleiche Kreuzungen, Bushaltestellen und Fußgängerübergänge. Zum 21. November 2019 wurde dieses Teilstück vollständig Teil der Straße 1. Ordnung 16.
Der Verlauf dieses Teilstückes ist in der Tabelle rechts unten dargestellt, wobei es aber nicht zur Länge gerechnet wird.